# Jacinto Urrestarazu
Jacinto Urrestarazu, né le 9 septembre 1936 à Ataun et mort le 15 janvier 2017 dans la même commune,, est un coureur cycliste espagnol.

## Biographie
Originaire du Pays basque, Jacinto Urrestarazu participe à des compétitions cyclistes durant les années 1950 et 1960. Il a notamment été membre de l'équipe Kas. Durant sa carrière, il s'impose sur six étapes du Tour d'Andalousie. Il remporte également l'édition 1960 du Circuit de Getxo, ou encore une étape du Tour de Catalogne en 1964. Son frère aîné José a lui aussi été coureur cycliste. 

## Palmarès
- 1956
  - Lazkaoko Proba
  - Prueba Legazpia
- 1957
  - Lazkaoko Proba
  - 2e de la Prueba Legazpia
- 1958
  - 1re, 3eb et 5e étapes du Tour d'Andalousie
  - 2e de la Klasika Primavera
- 1960
  - Circuit de Getxo
- 1961
  - 1re et 5e étapes du Tour d'Andalousie
- 1963
  - 1rea étape du Tour d'Andalousie
- 1964
  - 4e étape du Tour de Catalogne
  - 2e du Circuit de Getxo

## Résultats sur les grands tours

### Tour d'Espagne
1 participation
- 1965 : abandon (13e étape)